# Idioma ndebele septentrional
El ndebele septentrional (isiNdebele), (o ndebele septentrional, o del norte), es una lengua africana que pertencece al grupo nguni de las lenguas bantúes, hablada por los matabele de Zimbabue. 
El sindebele está estrechamente relacionado con el zulú hablado en Sudáfrica. Esto es porque los ndebele de Zimbabue descienden de los seguidores del líder zulú Mzilikazi, que abandonó kwaZulu a principios del siglo XIX durante el Mfecane.